# フィアット・アバルト・124ラリー

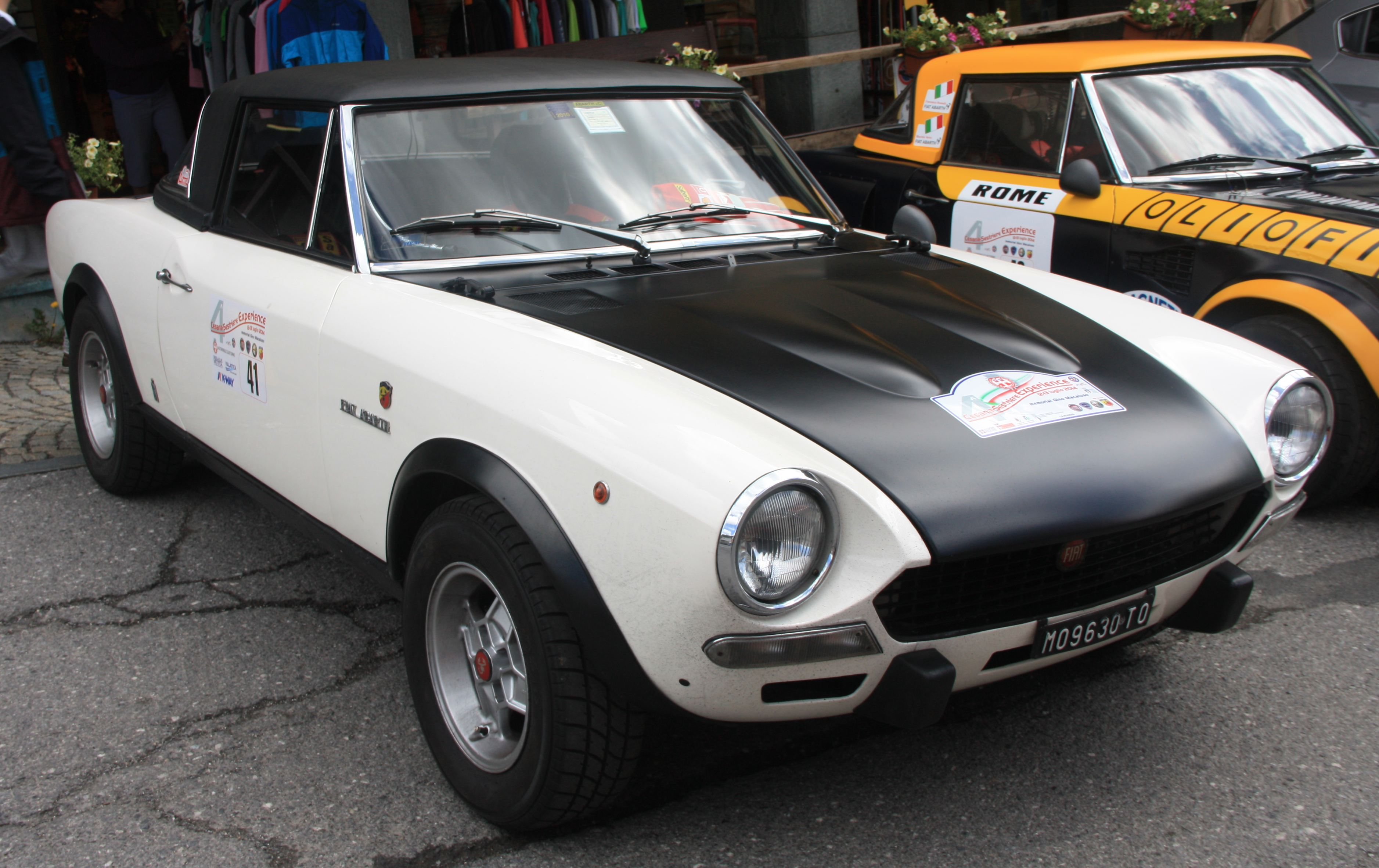
フィアット・アバルト・124ラリー

フィアット・アバルト・124ラリー（Fiat Abarth 124 Rally）は1972年にフィアットの傘下に入ったアバルトが開発し、約1000台生産された、WRC（世界ラリー選手権）ベース車両である。

## 概要
DOHC1,756ccエンジンは、ウェーバー44IDF 型ツインキャブレターと高圧縮比で128馬力にチューンされ、後輪のサスペンションも独立懸架方式に改められた。外観は、前後のバンパーが外されてラバー製オーバーライダーとなり、艶消し黒のFRP製オーバーフェンダーとアバルト製の13インチCD30マグネシウムホイールが装備された。また、ソフトトップの機構は廃されてマットブラック（艶消し黒）のFRP製のハードトップが追加され、フロントフードおよびトランクリッドも同色のFRP製に替えられている。また、木製合板のメーターパネルはアルミ板となり、後部座席を撤去してロールバーが装着され、トランク下のガソリンタンクはトランク内に移設され大型化された。エンジンは後に16バルブ化されるとともに、WRC仕様車は最終的に210馬力にまでチューンされ、旧態化したランチア・フルヴィア1600HFに代わったストラトスが戦闘力を付けるまでの1973年～1975年シーズン、フィアット・ワークスチームのラリーカーとして活躍した。ストラトス参戦後も、ストラトスにこそ勝利できなかったものの、たびたび上位入賞を果たし、後継のフィアット・アバルト・131ラリーに譲るまで活躍を続けた。